# Arduç, Alucra
Arduç là một xã thuộc huyện Alucra, tỉnh Giresun, Thổ Nhĩ Kỳ. Dân số thời điểm năm 2011 là 36 người.